# Marianský příkop

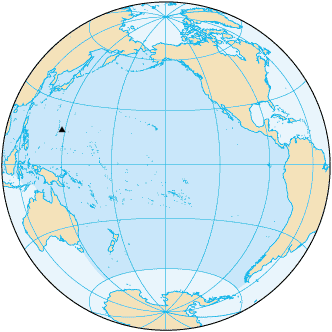
Marianský příkop ▲ na mapě Tichého oceánu

Marianský příkop (v češtině obvykle psán Mariánský příkop) je asi 2550 km dlouhé a průměrně 69 km široké podmořské údolí tektonického původu, které se nachází východně od souostroví Mariany (Marianské ostrovy), poblíž ostrova Guam. Jeho součástí je i vůči hladině moře nejhlubší místo zemského povrchu, hloubka podle měření z roku 2010 činí 10 984 m ±25 m (dříve uváděno 10 911 m až 11 034 m) pod hladinou severního Tichého oceánu. Jedná se o nejhlubší známý podmořský příkop. Nejblíže ke středu Země je ale Polární hlubokomořská planina v Severním ledovém oceánu.

## Etymologie
Mariánský příkop je pojmenován po nedalekých Marianských ostrovech.

## Vznik

Schematický průřez

Příkop vzniká na rozhraní dvou subdukujících desek a to přesněji na subdukci Pacifické desky, která se podsouvá pod desku Filipínskou. Maximální hloubka příkopu byla změřena na 10 994 metrů (odpovídá 35 798 stop) pod hladinou moře, což je více, než má Mount Everest nad mořskou hladinou.

## Život
V Marianském příkopu byla v hloubce 8187 metrů pozorována dle současných poznatků nejhlouběji žijící ryba – Pseudoliparis swirei.

## Průzkum
Příkop byl poprvé prozkoumán plavidlem britského námořnictva Challenger II v roce 1951. Průzkumná loď dala i jméno nejhlubší části příkopu tzv. Challenger Deep. Pomocí echo odrazů od mořského dna byla určena hloubka na 10 900 metrů na místě 11°19′ s. š., 142°15′ v. d.. Hloubka byla určena pomocí výpočtu, jak rychle se odraz vrátil od mořského dna, jelikož je známa rychlost šíření zvukové vlny ve vodním prostředí. V oficiálním hlášení se ale z důvodu chyby uvedla hodnota 10 863 metrů. Chybu mělo za následek ruční spouštění a zastavení stopek pro měření doby odrazu. Tato nepatrná odchylka ubrala v prvním měření 37 metrů.

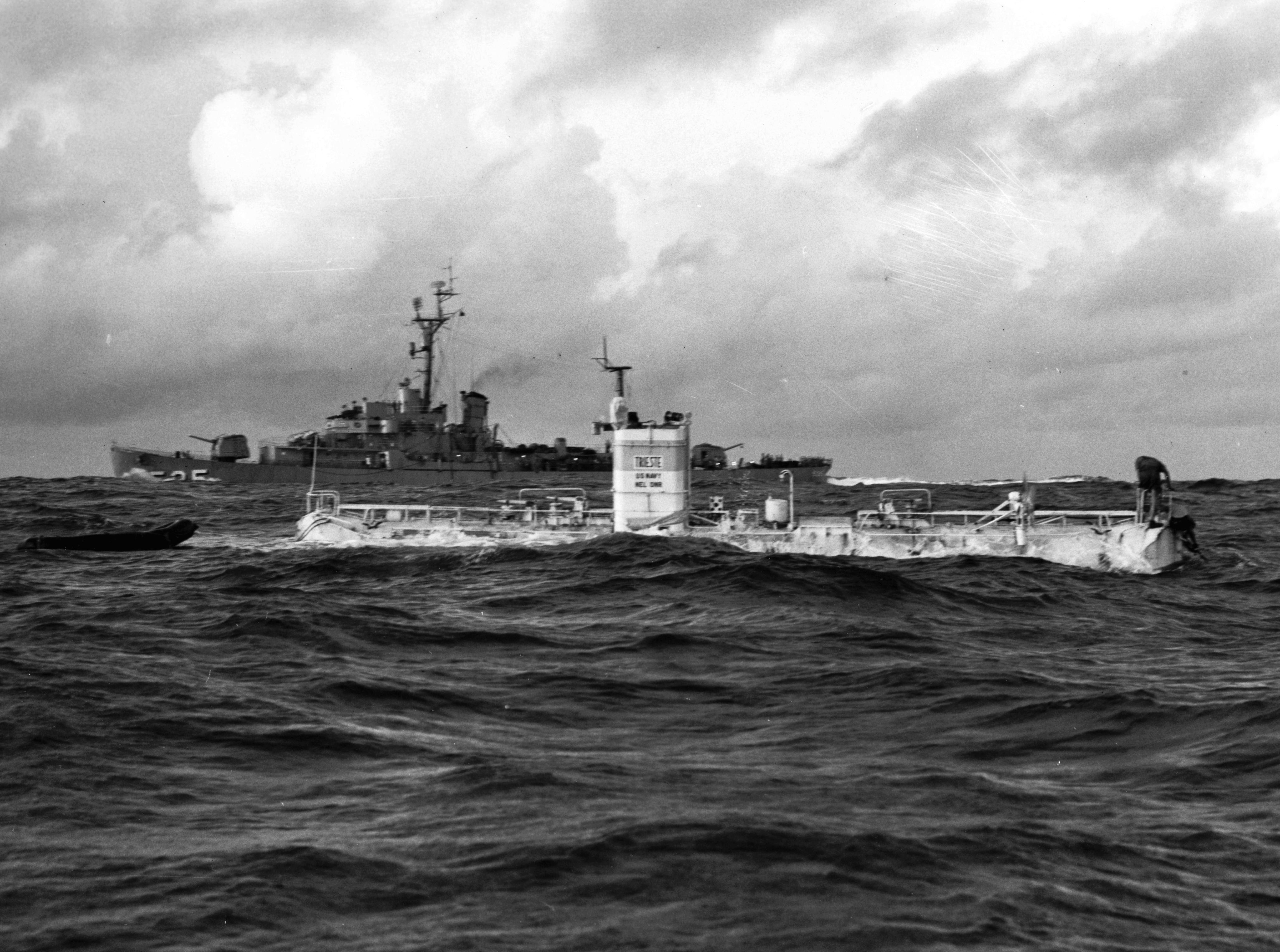
Batyskaf Trieste těsně před rekordním ponorem, 23. ledna 1960

V roce 1957 proběhl další průzkum příkopu tentokrát pomocí sovětské lodi Viťaz, který naměřil hloubku 11 034 metrů v oblasti Mariana Hollow. Toto měření ale nebylo znovu potvrzeno. Roku 1962 loď Spencer F. Baird určila největší hloubku na 10 915 metrů. V roce 1984 pak japonská výzkumná loď Takujó (拓洋) specializovaná na hloubkový průzkum určila maximální hloubku na 10 924 metrů, což se často interpretuje jako 10 920 ± 10 metrů. Další japonská výzkumná loď určila pomocí dálkově ovládané ponorky Kaikó (かいこう) maximální hloubku na 10 911 metrů.
Samostatnou kapitolou byl průzkum příkopu, při němž americký poručík Don Walsh a švýcarský oceánolog Jacques Piccard pomocí batyskafu US Navy Trieste prozkoumali dno příkopu. Dne 23. ledna 1960 v 13:06 dosáhli dna. Hloubkoměr hlásil hloubku 11 521 metrů, což bylo ale později redukováno na 10 916 metrů. K velkému překvapení byl na dně objeven život v podobě platýsů a garnátů, nicméně v případě platýsů šlo pravděpodobně o omyl.
Naměřený tlak na dně Marianského příkopu dosahoval 1086 baru, což odpovídá tlaku 108,6 MPa, přibližně 1000× většímu tlaku, než je na povrchu moře.
Třetím návštěvníkem dna Marianského příkopu se 26. března 2012 stal americký režisér a amatérský oceánograf James Cameron v batyskafu Deepsea Challenger. Jeho cílem bylo kromě průzkumu také natočení unikátních záběrů pro jeho další dokumentární i hrané filmy. Díky použití dvojice stereoskopických kamer na dlouhých výložnících budou tyto záběry dostupné ve 3D. Sestup zahájil v 5:50 místního času a asi za dvě hodiny dosáhl hloubky 10 898 m. Cesta zpět mu trvala asi 70 minut a na hladinu se vynořil kolem poledne.
Čtvrtým člověkem na dně Marianského příkopu se stal během pěti ponorů ve dnech 28. dubna až 7. května 2019 Victor Vesco z americké výpravy Five Deep Expeditions. Vytvořil nový rekord v hlubokomořském ponoru, když sestoupil do hloubky 10 927 metrů; předchozí rekord tak překonal o 16 m. Na místě objevil čtyři dosud neznámé druhy korýšů, ale i plastový odpad.

## Kultura

### Filmy
- Ve vědeckofantastickém filmu Jádro (2006) byl Marianský příkop zvolen jako místo, odkud začala cesta hlavních hrdinů do středu Země.
- Na motivy románové série od Stevea Altena byl natočen v roce 2018 film MEG: Monstrum z hlubin. V tomto snímku je Marianský příkop označen jako oblast, kde do dnešní doby přežil prehistorický obří žralok megalodon (Carcharocles Megalodon).